# Markus Müntener
Markus Müntener (* 21. April 1941; † 12. Juli 2023 in Zürich; heimatberechtigt in Zürich, Buchs SG und Sevelen SG) war ein Schweizer Anatom und Professor an der Universität Zürich und der ETH Zürich.

## Leben
Markus Müntener studierte Medizin an den Universitäten Zürich und Montpellier. Während seiner anschliessenden Tätigkeit am Anatomischen Institut der Universität Zürich doktorierte er bei Gian Töndury. Später wechselte er für eine zweijährige klinische Ausbildung an die chirurgische Abteilung am Spital Limmattal und kehrte anschliessend wieder an die Anatomie zurück. Nach weiterer Tätigkeit an der Universität Zürich folgte ein anderthalbjähriger Forschungsaufenthalt an der Johns Hopkins University in Baltimore. Dort arbeitete Müntener als Research Assistant auf dem Gebiet der experimentellen Embryologie. Nach der definitiven Rückkehr an das Anatomische Institut 1985 habilitierte er mit der Arbeit Experimentell induzierte Muskelfaser-Transformation für das Gesamtgebiet der Anatomie. Auf den 1. November 1993 wurde Müntener als ausserordentlicher Professor auf den neu geschaffenen Lehrstuhl für Anatomie an die Universität und die ETH Zürich berufen. Im Jahr 2005 wurde er emeritiert.

## Forschung
Im Zentrum seiner Forschung stand die Reaktion von Muskeln auf unterschiedliche Eingriffe und Einflüsse. Die Plastizität der Muskulatur erforschte er nicht nur morphologisch, sondern auch biochemisch sowie physiologisch und erarbeitete Kriterien, die zuverlässig Muskelveränderungen anzeigen. Für die Untersuchungen unterschiedlicher Therapien bei chronischen Rückenschmerzen wurde er 1999 mit dem Volvo Award for Clinical Studies ausgezeichnet. In der Lehre widmete sich Müntener mit Begeisterung der Aufgabe, gängige Unterrichtsmethoden nach neuesten Standards zu modernisieren, um Studierenden der Medizin und der Pharmazie, aber auch angehenenden Turn- und Sportlehrpersonen die Anatomie praxisnah und zielgruppenspezifisch in ihrer ganzen Breite zu vermitteln.

## Auszeichnungen
- 1999 Volvo Award for Clinical Studies